# 後藤昭八郎
後藤 昭八郎（ごとう しょうはちろう、1933年 - 2009年12月11日）は、日本の経済学者、明治大学名誉教授。研究分野は経済政策。

## 経歴
1933年、宮崎県生まれ。1952年3月、宮崎県立延岡恒富高等学校（現在の県立延岡高校）卒業。1956年3月、明治大学政治経済学部経済学科卒業。1958年3月、明治大学大学院政治経済学研究科経済学専攻修士課程修了、経済学修士。1961年3月、明治大学大学院政治経済学研究科経済学専攻博士課程単位取得満期退学。赤松要門下。1976年3月25日、明治大学より経済学博士を授与される。明治大学政治経済学部専任助手、専任講師、助教授を経て、明治大学政治経済学部教授。2003年3月、明治大学政治経済学部定年退職。

## 著書
- 『経済政策の基礎理論』、世界書院、1979年
- 『「I-S」分析と経済政策』、世界書院、1993年
- 『経済政策原理の研究』、世界書院、2000年
- 『福祉経済論』、創成社、2006年